# Enteropogon
Enteropogon (synoniem: Saugetia) is een geslacht uit de grassenfamilie (Poaceae). De soorten van dit geslacht komen voor in Afrika, Amerika, Australië, Europa en het Pacifisch gebied.